# نوكيا 7510
' (بالإنجليزية: Nokia 7510)‏ هو هاتف محمول من نوكيا.

## الخصائص
- الشاشة: 240 × 320
- الوزن: 134 غرام
- الذاكرة: 27 ميجابايت